# 塔西文化

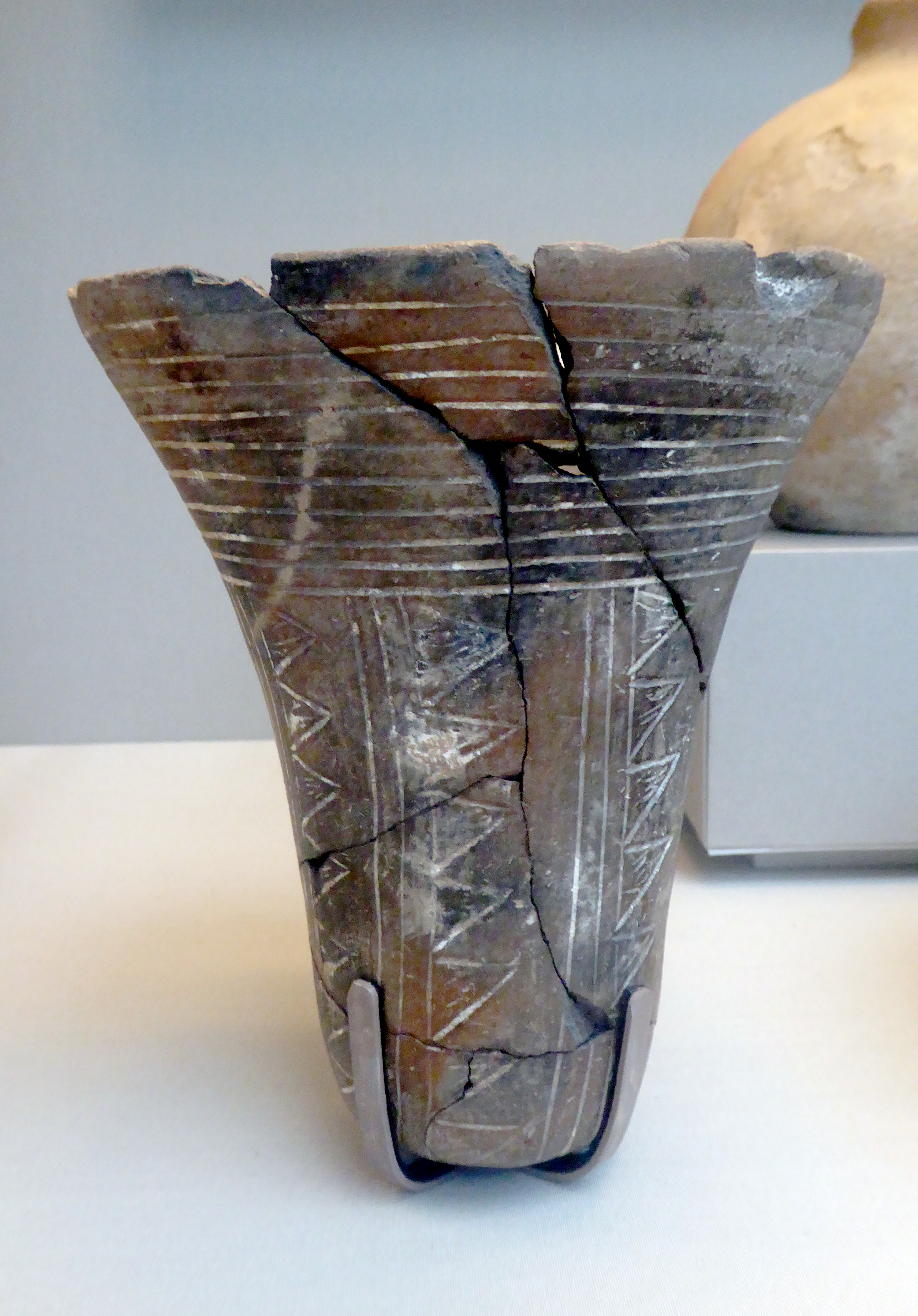
塔西文化陶器

塔西文化（又译塔萨文化）是上埃及已知的最早文化（约公元前4500年），典型遗址为尼罗河东岸的拜达里和代尔塔萨。该文化的遗物在某种程度上与后来的拜达里文化相混杂，但是由于无金属制品及简单陶器，故其年代更为久远，考古证明其处于定居状态，以种植大麦、小麦及养羊为主。主要的陶器为敞口碗，器物多为袋状。葬具多为草棺，以蜷缩或者弯曲为葬式。